# Pontshill
Pontshill – przysiółek w Anglii, w Herefordshire, w dystrykcie (unitary authority) Herefordshire. Pontshill jest wspomniana w Domesday Book (1086) jako Panchille.